# 陶代尼

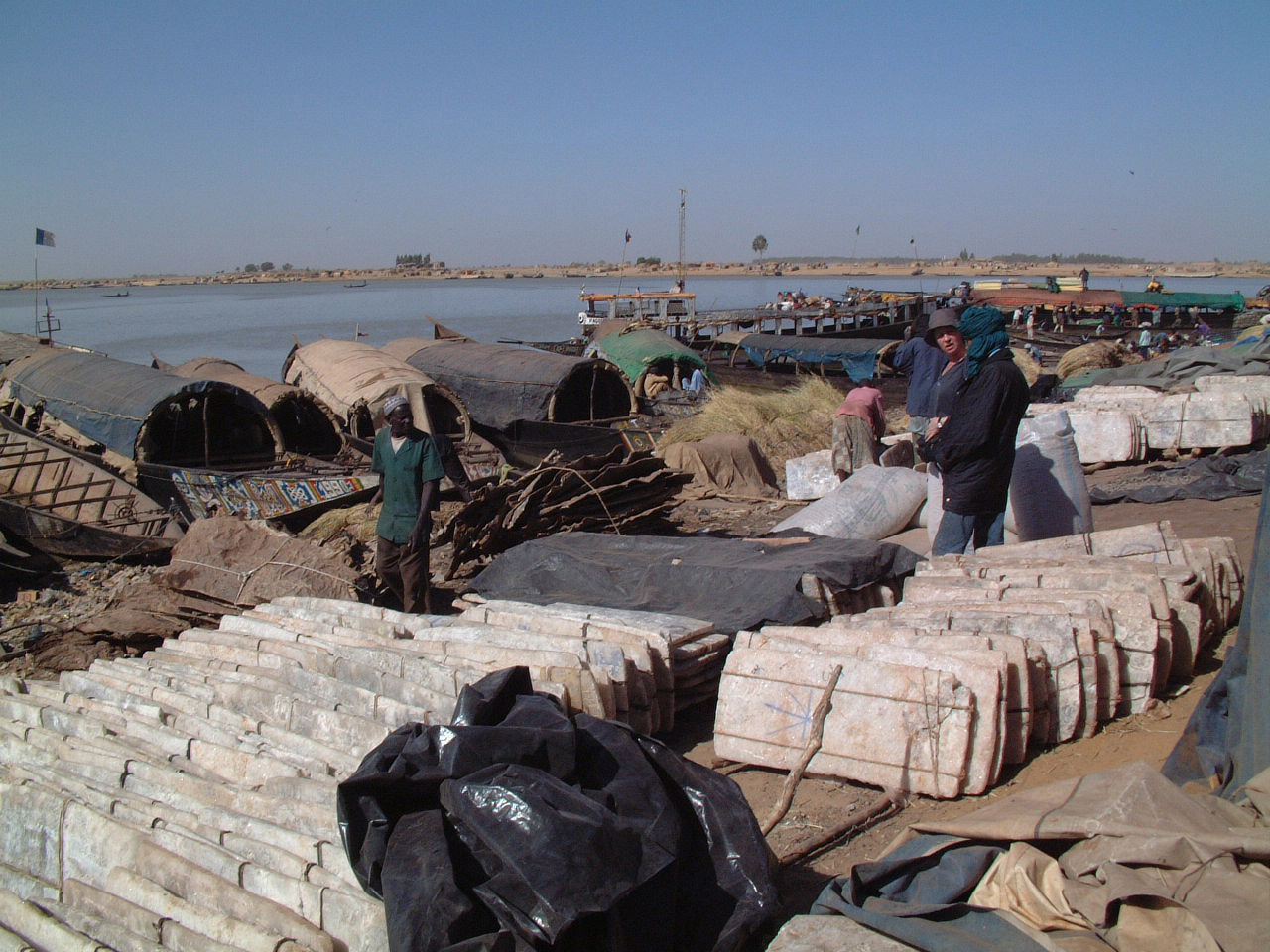
從陶代尼运来的鹽板堆放在莫普提的港口

陶代尼（法語：Taoudeni）是馬里的一個鹽礦中心，距離馬里的首都巴馬科十分的遙遠。它位於馬里北部的沙漠地區，廷巴克圖區的首府廷巴克圖北部664公里處。 它是陶代尼省的首府。
在這裡，鹽從一個曾經的鹹水湖裏發掘出來，切成厚片，然後通過卡車或駱駝隊運送到廷巴克圖。陶代尼的運鹽駱駝隊是最後在撒哈拉沙漠中運輸的駱駝隊之一。
在1960年代晚期，這裡建起了一個監獄，住在監獄裏的人被迫開採鹽礦。這個監獄在1988年關閉。 

## 關於

### 歷史
目前關於陶代尼最早的記載，是在al-Sadi的作品《Tarikh al-Sudan》 中的記錄。在1586年，摩洛哥進攻位於陶代尼西北150公里處的鹽礦中心Taghaza時，有些工人離開了Taghaza，來到了“陶代尼”(Tawdani)。 1906年，法國士兵Édouard Cortier訪問了陶代尼。當時，陶代尼唯一的建築物是一個名為Ksar de Smida的城堡(Ksar)。

### 鹽的開採
陶代尼的鹽礦位於一個曾經的鹹水湖的湖底。採礦者使用一把粗糙的斧頭挖出一個長5米，寬5米，深約4米的坑。採礦者需要清除厚約1.5米的紅土和幾層低品質的鹽，才能采到高品質的鹽。 採回來的鹽會被切成不規則的鹽板，尺寸約為110cm x 45 cm，厚度約為5cm；每個鹽板重約30千克。
當一個坑的鹽被完全採完時，就需要挖另一個坑以獲得更多的鹽。所以那裡現在已經有了數千個坑。一個世紀以來，鹽都是在三個不同的位置取得。這三個位置都可以清晰的在衛星圖片上找到。1906年，採鹽的位置位於Ksar de Smida南部3千米處，二十世紀五十年代時距離Ksar de Smida5千米， 而今天距離 Ksar 9千米。

### 事件
在2007年10月～2008年4月間，大約350組礦工（其中每組一般由一位有經驗的礦工和兩位工人組成），1000人。他們住在一個由低等的鹽建成的簡陋小屋，在這裡工作。

### 鹽的運輸
運送鹽板的隊伍將穿過阿拉萬綠洲到達廷巴克圖。 在過去，鹽板由駱駝隊運送，現在已經逐漸被一些四輪卡車代替。 若通過駱駝運送，需要三個星期才能到達目的地，每個駱駝單次可運送四五個鹽板。 最典型的分配鹽板方法是：每四個鹽板裏，一個給開採鹽的人，三個給駱駝的主人。
至二十世紀中葉， 鹽板由兩個大駱駝隊(Azalai)運送， 其中一個在十一月初離開廷巴克圖， 另一個駱駝隊在三月底離開廷巴克圖。在廷巴克圖住了七個月的美國人類學家Horace Miner，估計在1939～1940年，這個冬季駱駝隊有超過4000隻駱駝，鹽板的總運送量達到了35000。美國人類學家Horace Miner在廷巴克圖住過七個月，他估計在1939～1940年，這個冬季駱駝隊有超過4000隻駱駝，鹽板的總運送量達到了35000。 根據Jean Clauzel的記錄， 運送到廷巴布圖的鹽板數量從1926年的10515增加到了1957～1958年的160000。 但是，在二十世紀七十年代早期，鹽板運送量開始下降；到了二十世紀七十年代末期降至50000～70000。

## 監獄
1969年，這裡建起了一座監獄。 這座監獄用來拘留政治上的囚徒。 多數被關在這個監獄裡的人都是被控告密謀反對政府的官員。 這些囚犯被強迫在這裡工作，並且很多都死在了這裡。在已被毀滅的監獄東邊，有一個墓地，裏面有140多座墳墓，但是只有很少一部分有名字。 其中有： 
- York Diakité：第一個臨時政府之後的政變的首領，去世於1973年。
- Tiécoro Bagayoko：1968～1978年情報局局長，去世於1983年8月。
- Jean Bolon Samaké： 1969年貢達姆省的首領，去世於1973年。

## 氣候
陶代尼幾乎位於世界上最熱的地方--撒哈拉沙漠的中心、塔茲魯夫特盆地的南部，離最近的有人居住地達到數百英里。  這裡擁有著炎熱的沙漠氣候。 四月到九月間，平均溫度高達40℃ (104℉)，極端時，溫度可以達到48℃ (112℉)。與世界平均溫度相比，冬天也十分的暖和，平均高溫為27℃ (80.6℉) 。這裡年平均氣溫約為29℃ (84.2℉) ，達到了世界最高。 這裡也是世界上最乾旱的地方之一，降水主要集中在七月到十月之間。 陶代尼平均每年有3700小時的日照時間 ，其中有84%的時間都是晴天。
| 陶代尼             | 陶代尼      | 陶代尼      | 陶代尼      | 陶代尼      | 陶代尼      | 陶代尼      | 陶代尼      | 陶代尼      | 陶代尼      | 陶代尼      | 陶代尼      | 陶代尼      | 陶代尼      |
| 月份               | 1月         | 2月         | 3月         | 4月         | 5月         | 6月         | 7月         | 8月         | 9月         | 10月        | 11月        | 12月        | 全年        |
| ------------------ | ----------- | ----------- | ----------- | ----------- | ----------- | ----------- | ----------- | ----------- | ----------- | ----------- | ----------- | ----------- | ----------- |
| 日均气温 °C（°F）  | 17.9 (64.2) | 21.1 (70.0) | 24.7 (76.5) | 28.1 (82.6) | 32.3 (90.1) | 35.5 (95.9) | 36.9 (98.4) | 35.8 (96.4) | 34.0 (93.2) | 29.9 (85.8) | 23.9 (75.0) | 18.4 (65.1) | 28.2 (82.8) |
| 平均降水量 mm（）  | 0.5 (0.02)  | 0.1 (0.00)  | 0.0 (0.0)   | 0.2 (0.01)  | 0.2 (0.01)  | 0.4 (0.02)  | 3.0 (0.12)  | 8.5 (0.33)  | 5.4 (0.21)  | 1.6 (0.06)  | 0.5 (0.02)  | 0.4 (0.02)  | 20.8 (0.82) |
| 平均降水天数       | 0.0         | 0.0         | 0.0         | 0.0         | 0.0         | 0.0         | 0.9         | 1.8         | 0.6         | 0.0         | 0.0         | 0.0         | 3.3         |
| 平均相對濕度（％） | 33.5        | 29.1        | 25.6        | 23.1        | 23.5        | 28.9        | 35.8        | 43.0        | 40.4        | 31.4        | 32.3        | 34.2        | 31.7        |
| 来源：Weatherbase  |             |             |             |             |             |             |             |             |             |             |             |             |             |

## 另見
- 陶德尼盆地

## 更多書目
- Cauvin, Charles; Cortier, Édouard; Laperrine, Henri, , Harmattan, 1999, ISBN 2-7384-7927-8 （法语）. Pages 37–66 are a reprint of the 1906 article by Cortier.
- Despois, Jean, , Annales de Géographie, 1962, 71 (384): 220  [2018-01-15], （原始内容存档于2015-09-24） （法语） . A one page summary of Clauzel (1960).
- McDougall, E. Ann, , International Journal of African Historical Studies, 1990, 23 (2): 231–257, JSTOR 219336 .
- Sangaré, Samba Gaïné, , Bamako: Librairie Traoré, 2001, OCLC 63274000 .
- Skolle, John, , London: Gollancz, 1956, OCLC 640720603 .
- Trench, Richard, , London: J. Murray, 1978, ISBN 0-89733-027-7 .